# Бехлер, Хелена
Хелена Бехлер (Хелена Бехлерова, пол. Helena Bechlerowa; 2 декабря 1908, Лодзь, Российская империя — 18 сентября 1995, Варшава, Польша) — автор детских книг, радиопередач, переводчица с русского языка.
Окончила учительский семинар в Лодзи, позже — Свободный польский университет в Варшаве (в 1937 году, специальность — польская филология). В период оккупации работала в тайном обучении.
Дебютировала в 1948 на страницах журналов для детей. Была редактором журналов для детей, а затем редактором книг для детей в издательстве «Nasza Księgarnia» («Наши книги»).
Первая книга — «Как котик зверюшек молоком угощал» — выпущена в 1958.
Произведения Бехлер переводились на русский, белорусский, чешский, хорватский, немецкий, английский и французский языки.

## Награды
1975 — награда Председателя Совета Министров за работу для детей.

## Творчество
- 1958 Jak kotek zwierzątka mlekiem częstował («Как котик зверюшек молоком угощал»)
- 1959 O żabkach w czerwonych czapkach («О лягушках в красных шапках») — рассказ для детей
- 1959 Pokaż mi swój domek («Покажи мне свой домик») — рассказ для детей
- 1959 O kotku, który szukał czarnego mleka («О котике, который искал чёрного молока») — рассказ для детей
- 1960 Miś na huśtawce («Мишка на качелях») — книжечка-игрушка
- 1960 W konwaliowej gospodzie («В ландышевом дворе») — сборник стихов
- 1961 Zajączek z rozbitego lusterka («Зайчик из разбитого зеркальца») — рассказ для детей
- 1962 Zielone jeże («Зелёные ежи») — сборник стихов
- 1966 Koniczyna pana Floriana («Клевер господина Флориана») — рассказ для детей
- 1967 Dom pod kasztanami («Дом под каштанами») — первая часть цикла, вторая — «За Золотыми Вратами»; обе были выпущены с иллюстрациями Яна Марцина Шанцера (Jan Marcin Szancer)[2]
- 1968 Wiosenna wędrówka («Весеннее путешествие») — рассказ для детей
- 1969 Otwórz okienko («Открой окошко») — книжечка-игрушка
- 1970 Poziomkowy kraj («Земляничная страна») — сборник стихов
- 1971 Wesołe lato («Весёлое лето») — роман для детей[3]
- 1972 Zaczarowana fontanna («Заколдованный фонтан») — рассказ для детей
- 1973 Za Złotą Bramą («За Золотыми Вратами») — продолжение «Дома под каштанами»
- 1975 Zima z białym niedźwiedziem («Зима с белым медведем») — роман для детей
- 1977 Kolczatek — рассказ для детей
- 1979 Ciocia Arnika («Тётя Арника») — роман для детей